# Lira del toro de Ur
La Lira del Toro de Ur es uno de los instrumentos de cuerda más antiguos descubiertos. Fue excavada en el Cementerio Real de Ur, durante la temporada 1926-1927 de la excavación arqueológica realizada en la actual Irak de forma conjunta por la Universidad de Pennsylvania y el Museo Británico liderada por Leonard Woolley.
La lira se encontró en la "Tumba del rey", cerca de los cuerpos de más de 60 soldados y sirvientes. Es una de las liras y arpas desenterradas en el cementerio que datan del periodo dinástico antiguo III (2550-2450 a. C.). La lira se incluyó en el primer lote de materiales llevados al Museo de Arqueología y Antropología de la Universidad de Pennsylvania en 1929. La pieza consiste en una caja de resonancia, un panel cuatripartito y una cabeza esculpida de un toro. Con los años ha experimentado extensos trabajos de conservación y restauración.

## Composición
Se asumía que el dios solar Utu/Šamaš tomaba a menudo la forma de toro, particularmente al amanecer, y es la figura descrita con más frecuencia en algunos textos cuneiformes, que lo presentan con barba lapislázuli. Por esta razón, el Museo Penn ha afirmado que la cabeza de toro de la lira es una representación de Utu/Šamaš. La cabeza consiste en una única pieza de oro cubriendo un núcleo de madera, ahora desintegrado, con orejas igualmente cubiertas de oro y cuernos unidos con pequeñas clavijas. La barba está hecha con teselas de lapislázuli talladas sobre un soporte de plata. La punta de los cuernos del toro también son de lapislázuli, siendo la única lira con forma animal de Ur con las astas de un material distinto. Los ojos del toro son conchas y lapislázuli unidos por filamento de cobre. En sus dimensiones, la cabeza del toro tiene 40 cm de longitud, 25 de ancho y 19 cm de profundidad.
La lira tiene un panel frontal con cuatro escenas conectadas a rituales funerarios de la antigua Mesopotamia. Los diseños están fabricados con incrustaciones de conchas sobre betún. El primer panel muestra a un hombre luchando contra dos toros con cabezas humanas. El segundo muestra a una hiena sirviendo carne y un león llevando una jarra. El tercero muestra un equino tocando una lira con forma de toro, mientras un oso la sostiene y otro animal sujeta un sonajero. En el panel inferior se muestra a un hombre escorpión que protege el inframundo, saludando a un hombre. Además de su función como dios solar, Utu/Šamaš es el juez de los muertos. En la lira, se puede ver presidiendo sobre los sucesos representados en los paneles bajo su cabeza.
La caja de resonancia de madera estaba desintegrada en el momento de la excavación, pero las mediciones de Woolley sobre la impresión de la caja, así como un molde de otra lira del cementerio, sirvieron como base para los intentos de recrearla.

## Restauración
El revestimiento de la cabeza del toro se había hundido y separado del núcleo de madera cuando se deterioró. El betún del panel frontal se había pulverizado, desencajando las incrustaciones de conchas. Ambos fueron restaurados originalmente en el Museo Británico. Cuando llegaron al Museo Penn, se creó una nueva caja de resonancia y fue pintada por el acuarelista M. L. Baker. Su excavador, L. Woolley, visitó el museo en 1955 y señaló que la reproducción de la caja de música parecía demasiado grande. Las mediciones de la impresión de la lira verificaron esta observación posteriormente.

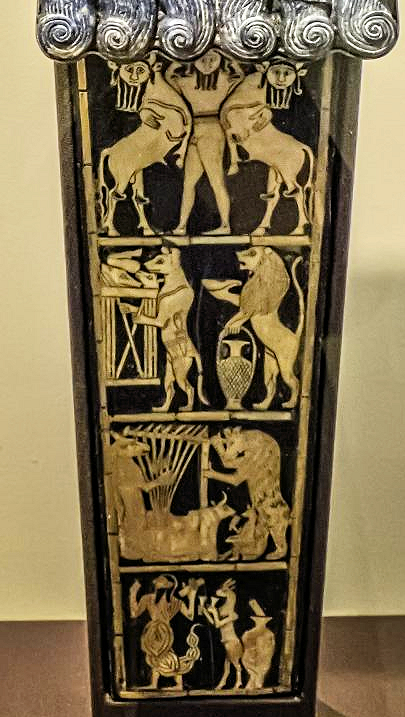
Detalle de las placas ornamentales de la lira; la propia lira se muestra en el tercer panel, donde un oso la sostiene mientras se toca.

En 1976, el museo creó una nueva caja de resonancia en base a estas medidas. La restauración tan solo pretendía restaurar el aspecto externo de la lira original; no pretendía recrearlo como un instrumento que pudiera tocarse ni aproximarse a la calidad de sonido del original. Una réplica independiente y funcional se toca como parte de una gira itinerante.
El mismo año, se iniciaron planes para limpiar y mejorar el aspecto de la cabeza y la placa, descubriendo un gran deterioro. En 1977, se empezaron los trabajos para restaurarlos. La cabeza se desmanteló y se recompuso para exponer una mayor parte de la obra original, rectificar sus orejas y conservar la integridad de la construcción.
Se reincorporaron fragmentos adicionales de la lira encontradas en el campo de trabajo y que habían sido omitidas erróneamente, retirándose el estucado de la primera restauración. Tras varias pruebas, se usó una cera de polietilenglicol para rellenar la cabeza, que conserva su fuerza y es retirable. Estos procesos, junto a los rayos X, han descubierto nueva información sobre la construcción de la cabeza.
La segunda reconstrucción de la caja de resonancia, el tamaño de la lira aumentó un tercio, sugiriendo que la lira debió ser sostenida por una segunda persona para ser tocada. Esto coincide con la segunda imagen de la placa frontal que muestra a dos criaturas tocando de esta forma.